# Karpinsk
Karpinsk è una città della Russia siberiana estremo occidentale (Oblast' di Sverdlovsk), situata sul versante orientale degli Urali settentrionali, sul fiume Tur'ja, 436 km a nord del capoluogo Ekaterinburg; dal punto di vista amministrativo, dipende direttamente dalla oblast'.

## Società

### Evoluzione demografica
Fonte: mojgorod.ru
- 1897: 4.500
- 1959: 45.200
- 1970: 38.000
- 1979: 36.700
- 1989: 37.000
- 2007: 29.600